# Divisione della Presidenza
La divisione della Presidenza è una divisione dello stato federato indiano del Bengala Occidentale, di 35 161 337 abitanti. Il suo capoluogo è Calcutta.
La divisione della Presidenza comprende i distretti di 24 Pargana Nord, 24 Pargana Sud, Calcutta, Howrah, Murshidabad e Nadia.